# Stockholm Open 2000
Stockholm Open 2000 — тенісний турнір, що проходив на кортах з твердим покриттям у місті Стокгольм, Швеція з 20 листопада . Належав до категорії ATP International Series.

## Фінальна частина

### Одиночний розряд
Томас Юганссон —  Євген Кафельников 6–2, 6–4, 6–4

### Парний розряд
Марк Ноулз (тенісист) /  Деніел Нестор —  Петр Пала /  Павел Візнер 6–3, 6–2